# Joetsu
Joetsu (上越市 -shi) é uma cidade japonesa localizada na província de Niigata.
Em 2005 a cidade tinha uma população estimada em 212 273 habitantes e uma densidade populacional de 218,25 h/km². Tem uma área total de 972,62 km².
Recebeu o estatuto de cidade a 29 de Abril de 1971.